# Kloster Gračanica

Kirche des Klosters Gračanica

Das Kloster Gračanica (serbisch Манастир Грачаница Manastir Gračanica; albanisch Manastiri i Graçanicës) ist ein der Entschlafung der Gottesmutter gewidmetes serbisch-orthodoxes Kloster im Kosovo, das vom serbischen König Uroš II. Milutin 1321 gegründet wurde. Aufgrund seiner in der mittelalterlichen serbischen Kunstgeschichte einzigartigen Architektur und der Lage auf dem Amselfeld ist es eines der bekanntesten Klöster der serbisch-orthodoxen Kirche. Die Klosterkirche liegt im gleichnamigen Dorf Gračanica, das bei Lipjan, rund zehn Kilometer südöstlich von Pristina liegt.
Die Kreuzkuppelkirche mit fünf Kuppeln ist ein herausragendes sakrales Bauwerk der Palaiologischen Renaissance und gleichfalls eines der bekanntesten Bauwerke der byzantinischen Kunst. Das Bauwerk im Stil der sogenannten „Mazedonischen Schule“ übertrifft seine angenommenen Vorbilder (insbesondere die Kirche der Heiligen Apostel in Thessaloniki) in der Feinheit seiner Ausführung, der formalen Integration seiner Bauteile und der resultierenden verstärkten Akzentuierung der Vertikalen. Die im höfischen Stil ausgeführten Fresken im Inneren sind die bedeutendsten der ersten Hälfte des 14. Jahrhunderts in Serbien.
Die formale Gestaltung Gračanicas mit seiner rhythmischen Silhouette und den wunderbar elongierten Tambouren die pyramidenförmig die zentrale Kuppel akzentuieren, wurde als Bauwerk, das die Nationalarchitektur der serbischen Kunst am besten widerspiegelt, für eine Vielzahl von sakralen Gebäuden zum Vorbild. Es ist in das nationale Register der Republik Serbien in der UNESCO als Weltkulturerbe eingeschrieben worden.

## Geschichte

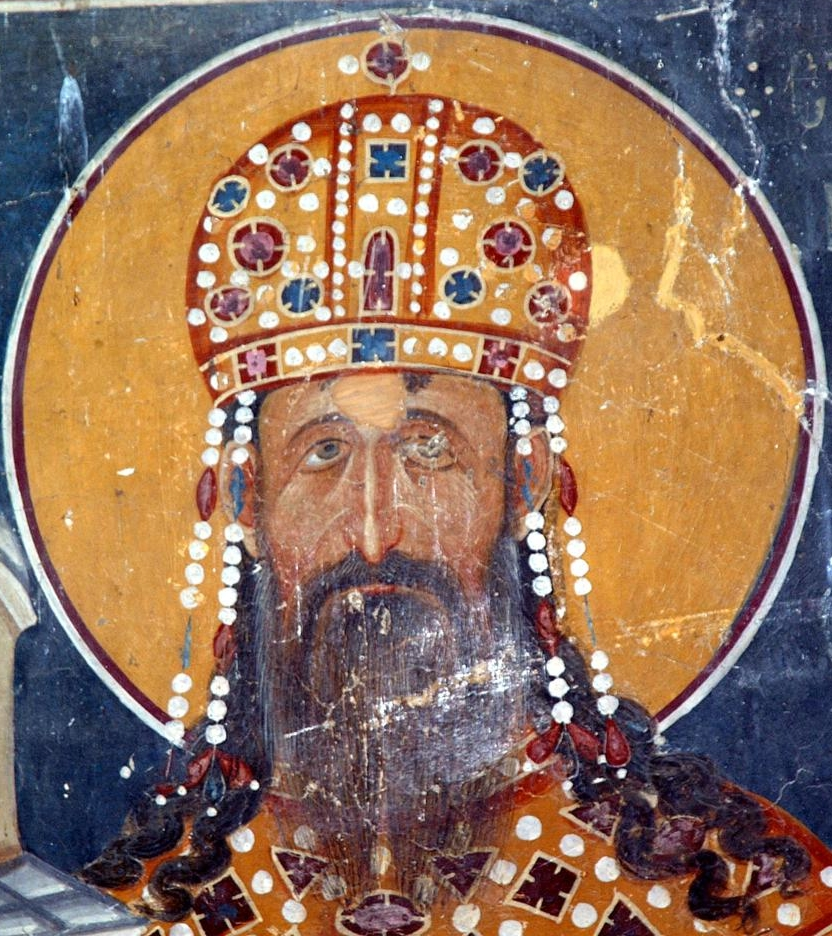
Stefan Uroš II. Milutin, Stifterporträt um 1320

Nach der Vermählung der byzantinischen Prinzessin und Tochter Kaisers Andronikos II. Simonida mit dem serbischen König Stefan Uroš II. Milutin 1299 beginnt dieser durch die Verbindung zum byzantinischen Kaiserhaus seine weiteren Ambitionen durch eine großzügige Patronage an Stiftungen und Kunstschenkungen zu unterstreichen und offen mit seinem Schwiegervater dem Kaiser von Byzanz, zu konkurrieren. Neben Bogorodica Ljeviška entsteht so das künstlerisch ambitionierteste Bauwerk der Periode auf der Balkanhalbinsel, die Klosterkirche von Gračanica. 1311 fertiggestellt, übertrifft der Bauplan und die formale Integration der einzelnen Teile die zeitgleichen Vorbilder in Thessaloniki, insbesondere das 1311 bis 1314 errichtete Kloster der Heiligen Apostel (Hagia Apostoloi). Die Kirche steht auf dem Platz einer im 13. Jahrhundert der heiligen Jungfrau geweihten Kirche, die wiederum auf den Fundamenten einer aus dem 6. Jahrhundert stammenden Basilika errichtet war. Ursprünglich war die Kirche ohne Exonarthex, dieser wurde erst im späten 14. Jahrhundert zugefügt und aufgrund von Beschädigungen während der ersten türkischen Invasionen (1379–1383) 1383 ganz neu gebaut.
Unter der türkischen Herrschaft war Gračanica ein bedeutendes Kulturzentrum. Zur Zeit des Metropoliten Nikanor (1528–1555) wurden mehrere Ikonen für den Altar gemalt. Durch Installation einer Buchpresse wurden zahlreiche Bücher im Kloster gedruckt. Die Königliche Pforte wurde 1564 vom Metropoliten Dionisije in Auftrag gegeben, dessen Tod in einem Fresko im Narthex dargestellt ist. Unter Patriarch Makarije Sokolović erfolgte eine generelle Renovierung der Kirche. Alle Öffnungen des Exonarthex wurden dabei zugemauert und diese mit Fresken ausgeschmückt. Das Bleidach wurde unter Patriarch Pajsije angebracht und 1620 wurde das große Kreuz der Ikonostase aufgesetzt. Das Kloster erlitt Ende des 17. Jahrhunderts neue Zerstörungen. Die Türken entfernten das Bleikreuz der Kirche, alle Bodenbeläge und entwendeten die Objekte der Schatzkammer.

## Architektur
Das Kloster Gračanica ist ein Hauptwerk palaiologischer Fünfkuppelkirchen. Es übertrifft die byzantinischen Originale in der Komplexität seiner architektonischen Ausführung, die durch die überraschende Dynamik vertikaler Bewegungen, die von Halbbögen und Spitzbögen über schmale, langgezogene Tamboure bis in die hohen, abgestuften Kuppeln, eine nervöse Spannung erzeugt. Als Kreuzkuppelkirche folgt das Schema grundsätzlich der byzantinischen Tradition, ist aber als Spätwerk der palaiologischen Renaissance an neuen architektonischen Lösungen interessiert.

## Architektonische Bedeutung

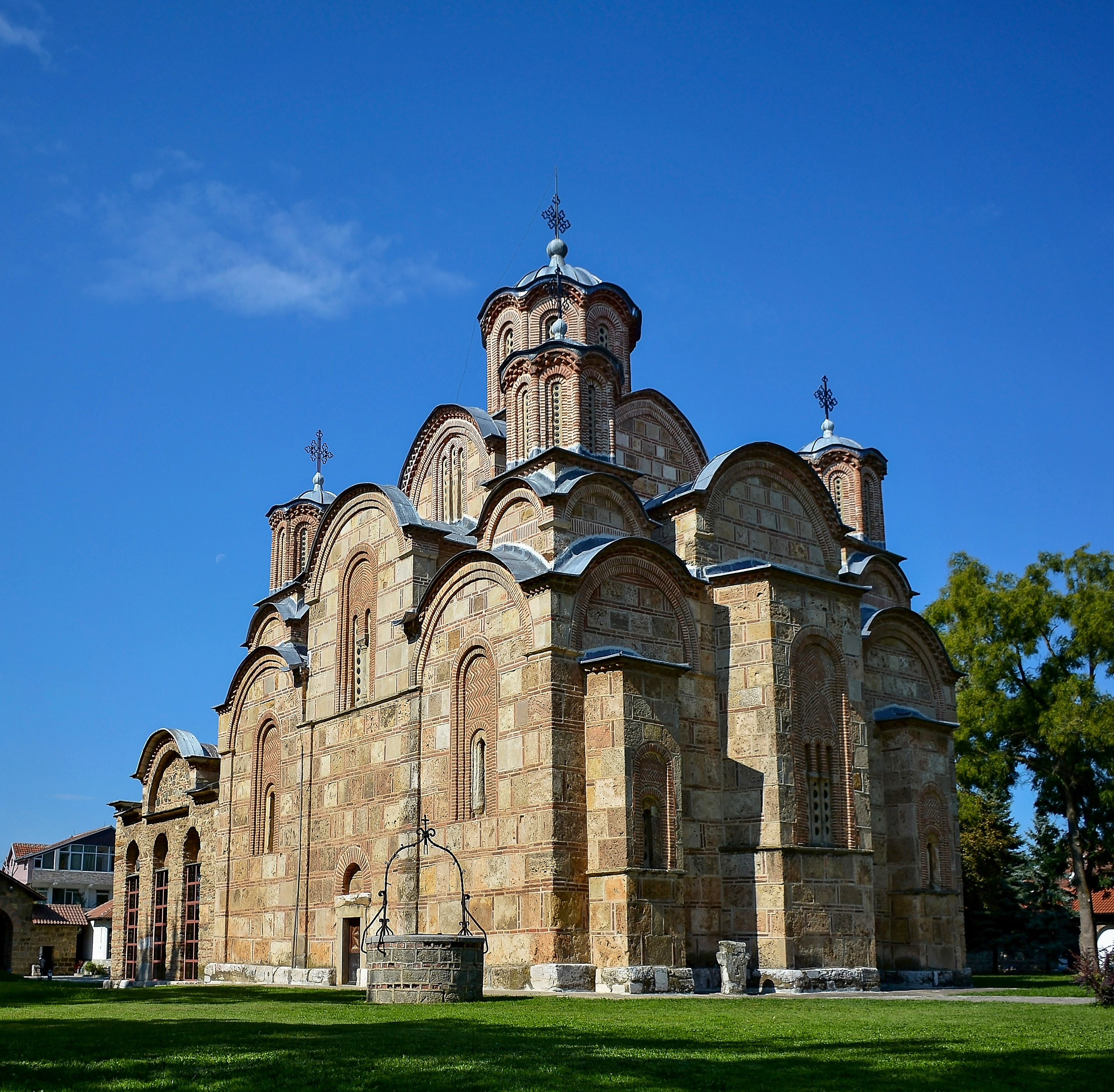
Fünfkuppelige Kreuzkuppelkirche des Klosters Gračanica

Von Kritikern als Übertreibung der byzantinischen Tradition gewertet, kann die Klosterkirche von Gračanica doch als gelungenes Modell einer neuen architektonischen Idee angesehen werden. Die überragende künstlerische Komposition Gračanicas macht dieses Kloster zugleich zum Hauptwerk des Serbisch-byzantinischen Stils. Es hat erst wieder im 20. Jahrhundert Nachahmungen gefunden (z. B. Kirche des hl. Marko in Belgrad). Die Kirche ist in Form eines doppelt eingeschriebenen Kreuzes erbaut. Das Innere ergibt so eine vertikale Silhouette und erhebt die zentrale Kuppel in Stufen über den Baukörper. Die Kuppel ruht auf vier Säulen. Zwischen den Räumen der eingeschriebenen Kreuze sitzen vier kleinere Kuppeln, die den Baukörper zusätzlich akzentuieren. Die dreiseitige Apsis mit der größeren Mittelapsis kennzeichnen den Altarraum. Zwischen Naos und Narthex liegen Säulen, die das höhere Katholikon abheben. Die Kirche ist in wechselnden Schichten von Ziegeln und Mörtel erbaut. Der Exonarthex vom Ende des 14. Jahrhunderts hatte doppelte Arkaden, die später zugemauert wurden.

## Fresken

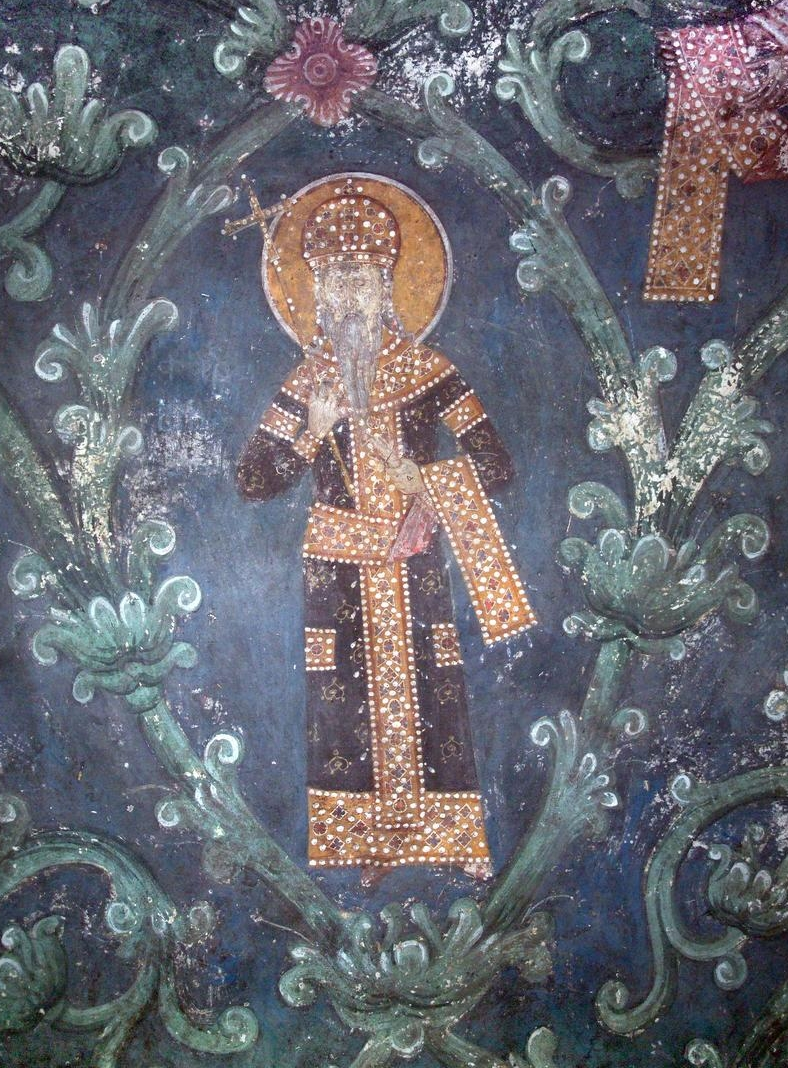
„Rebe der Nemanjiden“, Ausschnitt mit der zentralen Figur Milutins.

Die hohe Qualität der von den griechischen Freskenmalern Michael Astrapas und Eustychios ausgeführten Fresken im Inneren unterstreicht den künstlerischen Wert des Klosters, das wohl als Hauptwerk der Palaiologischen Renaissance insgesamt gelten kann. In der Kirche sind drei Malschichten vorhanden. Die ältesten stammen aus der ersten Bauphase der Kirche und befinden sich im Naos, die späteren Fresken finden sich im Narthex. Die Fresken sind zwischen 1321 und 1322 entstanden und gut erhalten. Die Kompositionen des Naos zeigen Szenen aus dem Leben Jesu und den Kirchenkalender.
Die Hauptfresken in Gračanica zeigen das Liturgische Jahr, die Passion Christi und die Wunder Christi. Im Narthex sind die Porträts des Gründers Stefan Uroš II. Milutin und der Königin Simonidas sowie von Königin Hélène d’Anjou (die Königsmutter) dargestellt als Nonnen und King Milutin als Mönch. Von besonderer Bedeutung ist die Darstellung der Genealogie der Nemanjiden („Rebe der Nemanjiden“), die erste überhaupt (weitere sind in Visoki Decani sowie im Patriarchenkloster Pec). Eine weitere bekannte Darstellung im Narthex ist die großformatige Darstellung des Jüngsten Gerichts. Die Darstellung aus dem Leben des hl. Nikolaus von Myra befinden sich im nördlichen Parekklesion, die Wände im südlichen zeigen Szenen aus dem Alten Testament und das Leben Christi und Marias.
Zwei Fresko-Kompositionen Gračanicas gehören zu den bemerkenswertesten Kompositionen der südost- und osteuropäischen mittelalterlichen Freskomalerei. Es sind Kompositionen zur Legitimation der Herrschaft von Gottesgnaden, die alle westlichen Beispiele des Mittelalters bei weitem übertreffen. Es ist einerseits die Darstellung der „Rebe der Nemanjiden“, als politischen Replikation der Wurzel Jesse zeigte die Monumentalkomposition der dynastischen Rebe den Untertanen durch Anschauung eine Ordnung der christlichen Welt im Selbstverständnis des serbischen Königtums. Zum anderen die große vertikale Krönungskomposition, die vom Kreuzgewölbe fast bis zum Kirchen-Boden reicht. Die „Rebe der Nemanjiden“ ist als Gesamtkomposition um den Stifter König Milutin gruppiert und in der serbischen Freskokunst des Mittelalters in ihrer Komplexität unübertroffen. In der vertikalen Krönungsszene läuft die Bildkomposition von der Darstellung der Seelen in Gottes Hand über einen Strahl göttlicher Gnade hinab zu Christus Pantokrator, dann zu einem segnenden Christus und über zwei Botenengel zu Milutin und Simonida, denen die „Kronen des Lebens“ aufgesetzt werden.

## Weltkulturerbe
Als Symbol des Serbentums im Kosovo kommt Gračanica eine bedeutende Rolle des kulturellen Selbstverständnisses der Serben zu. Gegründet wurde Gračanica von König Stefan Uroš II. Milutin. Im Juli 2006 wurde es als Bestandteil der Mittelalterlichen Denkmäler im Kosovo in die Liste des UNESCO-Weltkulturerbes aufgenommen. Gleichzeitig wurde es wegen der rechtlich unklaren Situation und der schwierigen Sicherheitslage zwischen Serbien und dem Kosovo auf der Roten Liste des gefährdeten Welterbes eingetragen.

## Bilder

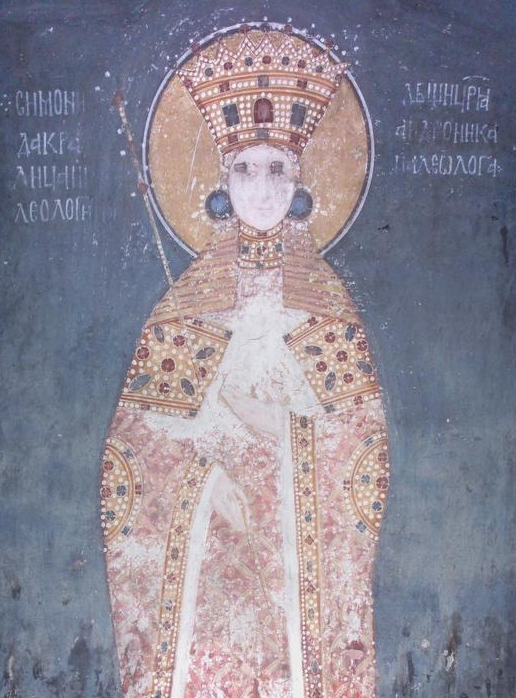
Fresko im Narthex: Königin Simonida
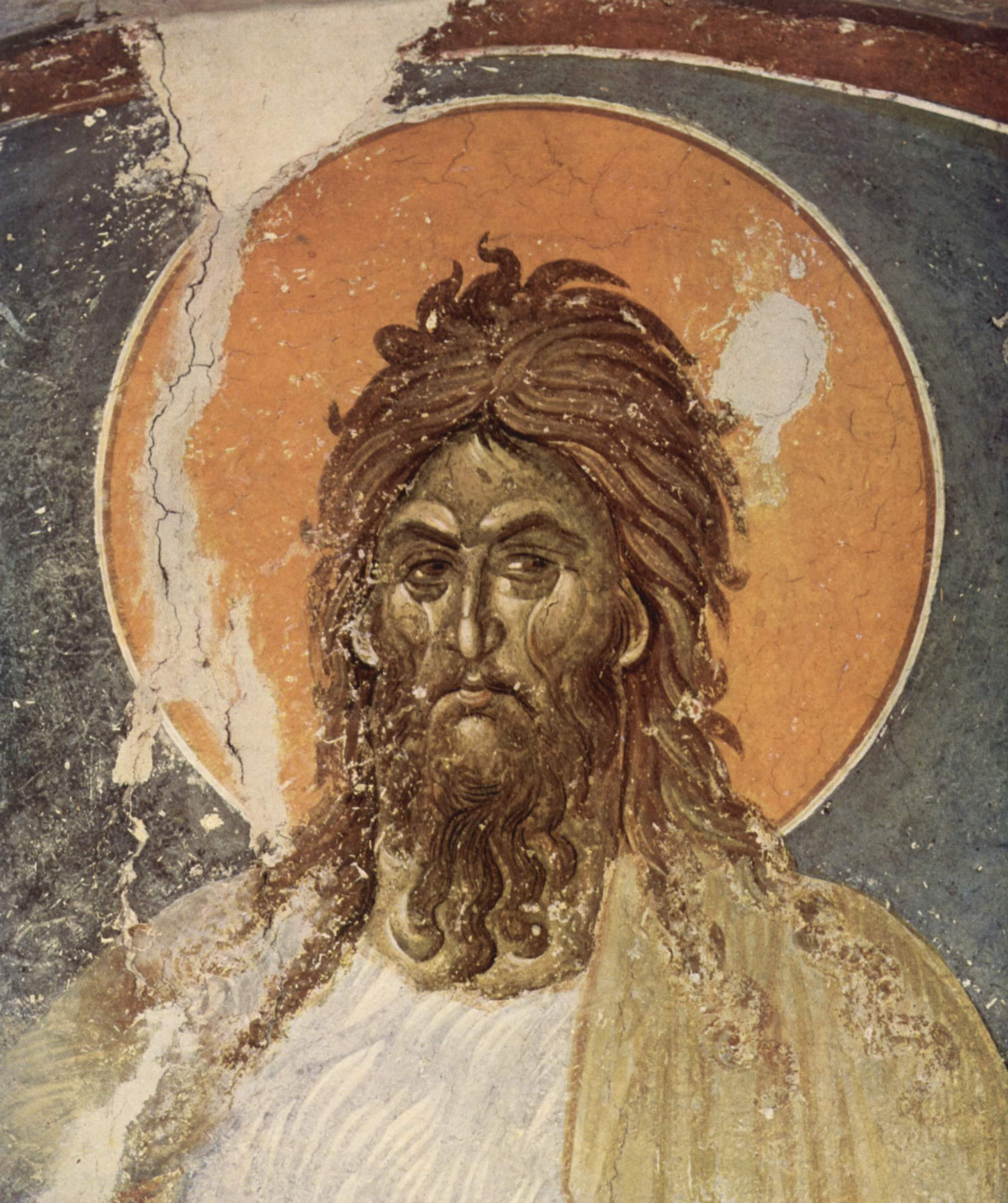
Johannes der Täufer
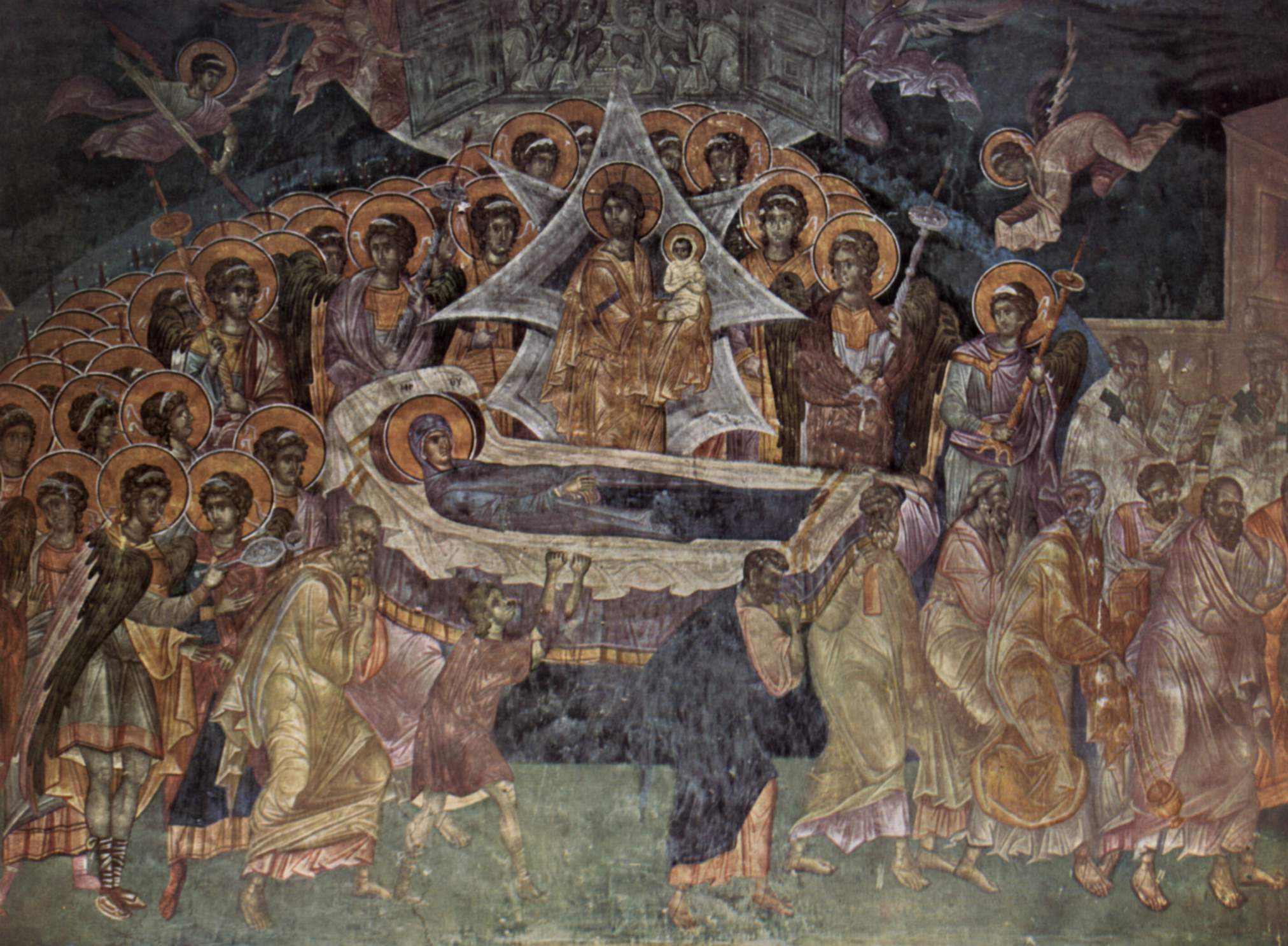
Tod Mariens, Narthex
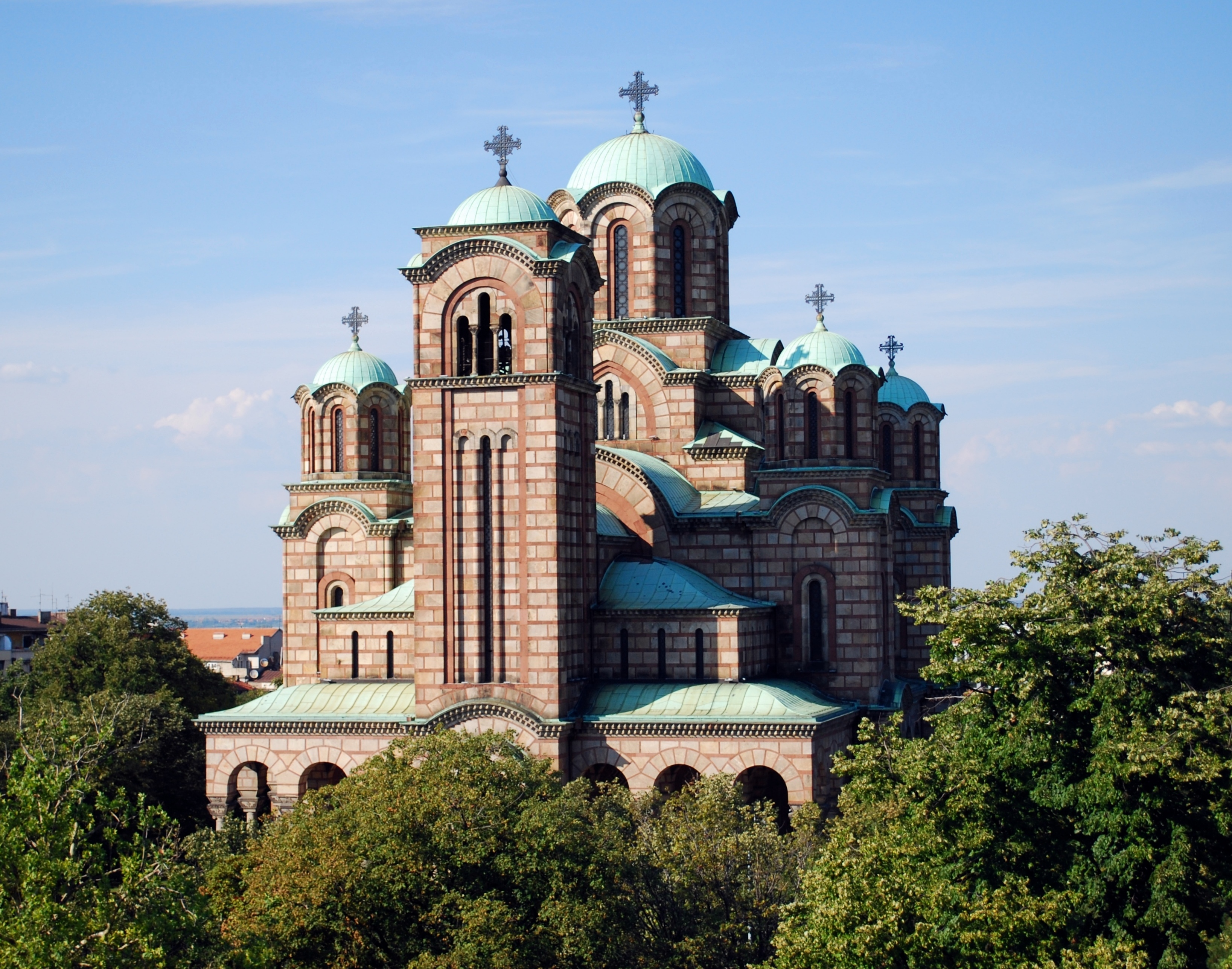
Moderner Nachbau des 20. Jahrhunderts, Kirche des hl. Markus in Belgrad